# Philip Kraft

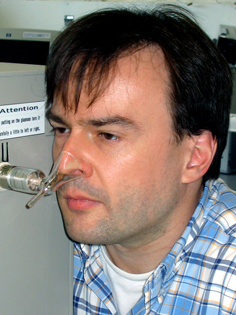
Philip Kraft beim Abriechen am Gaschromatographen

Philip Kraft (* 24. März 1969 in Rendsburg) ist ein deutscher Riechstoffchemiker. Ab 1996 ist er bei Givaudan angestellt, dem weltweit größten Hersteller von Duftstoffen und Aromen, seit 2001 in der Funktion als Gruppenleiter für die Synthese neuer Riechstoffe. Daneben ist er als Dozent an der Universität Bern, der Universität Zürich und seit Herbstsemester 2010/11 der ETH Zürich tätig. Seit 2021 arbeitet er bei Symrise als Principal Scientist Fragrance Synthesis und als Dozent an der Georg-August-Universität in Göttingen.

## Leben
Nach Abitur und Wehrdienst, wo er in forensischer Chemie und Analytik eingesetzt war, studierte Kraft von 1989 bis 1994 Chemie an der Christian-Albrechts-Universität zu Kiel und schloss mit einer Diplomarbeit zum Thema „Gezielte Riechstoff-Synthese“ ab. Von 1994 bis 1996 arbeitete er im Arbeitskreis von Werner Tochtermann als Stipendiat des Verbandes der Chemischen Industrie über „makrocyclische Riechstoffe durch Ringerweiterung von Cycloalkanonen mit chiralen Synthesebausteinen“. Er wurde 1996 mit summa cum laude promoviert und erhielt 1997 den Fakultätspreis der Christian-Albrechts-Universität. Seit 1996 arbeitet er im Forschungszentrum der Givaudan in Dübendorf (Schweiz) an der Synthese neuer Riechstoffe, schwerpunktmäßig im Bereich Moschuskörper und florale Noten. Im Herbstsemester 2008/09 las er „Fragrance Chemistry“ an der Universität Bern, danach an der Universität Zürich und seit Herbstsemester 2010/11 an der ETH Zürich.
Sein Hobby ist Schriftdesign. Er entwarf einige Fonts für Schriften, die er für seine Veröffentlichungen nutzte. Sie stehen mittlerweile bei URW Type Foundry im Angebot und sind im Klingspor-Museum vertreten.

## Veröffentlichungen und Patente
Kraft hat bislang 78 Publikationen in Fachzeitschriften verfasst und ist Erfinder bzw. Miterfinder von derzeit 30 Patenten. Populäre Übersichtsartikel sind „Fragrance Chemistry“, „Allerlei Trends: Die neuesten Entwicklungen in der Riechstoffchemie“ und „Neue und ungewöhnliche Naturstoffe faszinierender Blütendüfte“ sowie das Buchkapitel „Musks“. Er war Mitorganisator der Flavor & Fragrance Konferenz-Serie der Royal Society of Chemistry und der Society of the Chemical Industry in Manchester 2004 und in London 2007, welche Kraft nun mit der Gesellschaft Deutscher Chemiker fortführt.

## Bücher
- Philip Kraft, Karl A. D. Swift, “Perspectives in Flavor and Fragrance Research”, Verlag Helvetica Chimica Acta, Zürich, and WILEY-VCH Verlag, Weinheim, 2005, ISBN 3-906390-36-5.
- Philip Kraft, Karl A. D. Swift, “Current Topics in Flavor and Fragrance Research”, Verlag Helvetica Chimica Acta, Zürich, and WILEY-VCH Verlag, Weinheim, 2008, ISBN 978-3-906390-49-9.
- Günther Ohloff, Wilhelm Pickenhagen, Philip Kraft: “Scent and Chemistry – The Molecular World of Odors”, Verlag Helvetica Chimica Acta, Zurich, 2011, ISBN 978-3-906390-66-6.

## Erfindungen
- Super Muguet (6-Ethyl-3-methyloct-6-en-1-ol): »Marc Jacobs Men« (Givenchy, 2003).
- Azuron (7-Isopentyl-2H-benzo[b][1,4]dioxepin-3(4H)-on): »Oscar Marina Spirit« (Oscar de la Renta, 2005), »Sécrétions Magnifiques« (Etat Libre d’Orange, 2007).
- Pomarose ((2E)-5,6,7-Trimethylocta-2,5-dien-4-on): »Be Delicious for Men« (DKNY, 2005), »Unforgivable« (Sean John, 2006), »Unforgivable Woman« (Sean John, 2007), »John Galliano« (John Galliano, 2008), »1 Million« (Paco Rabanne, 2009), »CK free« (Calvin Klein, 2009).
- Serenolid (Cyclopropancarbonsäure-2-(1-(3,3-dimethylcyclohexyl)ethoxy)-2-methylpropylester): »Polo Double Black« (Ralph Lauren, 2005), »Unforgivable Woman« (Sean John, 2007), »John Galliano« (John Galliano, 2008).
- Sylkolide ((3' E)-Cyclopropancarbonsäure-2-((3',5'-dimethylhex-3'-en-2'-yl)oxy)-2-methylpropylester, 2010):  »Core for Men« (GAP, 2010).[10]
- Cassyrane (2-(tert-Butyl)-5-methyl-2-propyl-2,5-dihydrofuran, 2010).[11]